# 100 Club Punk Festival
100 Club Punk Festival (též 100 Club Punk Special) byl dvojdenní hudební festival, který se odehrál 20. a 21. září 1976 v jazzovém 100 Clubu na Oxford Street v Londýně. Zorganizovali jej Ron Watts a Malcolm McLaren a představily se na něm kapely náležící k nově vzniklému punkovému hnutí. Pro některé to byla první příležitost vystoupit před publikem.[zdroj?] Festival je také považován za přelomový okamžik, kdy se punk začal přesouvat z undergroundu do mainstreamu. Částečně to bylo způsobeno pozitivním a rozsáhlým zpravodajstvím novinářky Caroline Cook z magazínu Melody Maker.
Festival byl poznamenán i násilnostmi, například když Sid Vicious hodil lahví piva, ta se roztříštila o sloup a střepy oslepily dívku na jedno oko.

## Program
Neděle 20.
- Subway Sect
- Siouxsie and the Banshees
- The Clash
- Sex Pistols.

Pondělí 21.
- Stinky Toys
- Chris Spedding & The Vibrators
- The Damned
- Buzzcocks